# 미즈히키
미즈히키(일본어: 水引)는 일본에서 선물 등을 포장할 때 장식하기 위해 색실로 만든 매듭이다. 홍백은 결혼, 흑백은 죽음을 뜻한다. 일반적인 미즈히키는 5가닥의 실을 두 번 묶는다. 5가닥은 음양오행을 나타내며, 선물 등을 주고 받는 모습을 형상화하기 위해 두 번 묶는다고 알려져있다. 음양설에서 비롯되어, 경사 (慶事)인 경우 홀수 (5, 7, 9)인 가닥을, 조사 (弔事)인 경우 짝수 (2, 4, 6)인 가닥을 이용해 매듭을 만든다.

## 종류

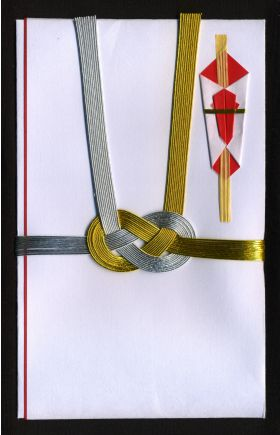
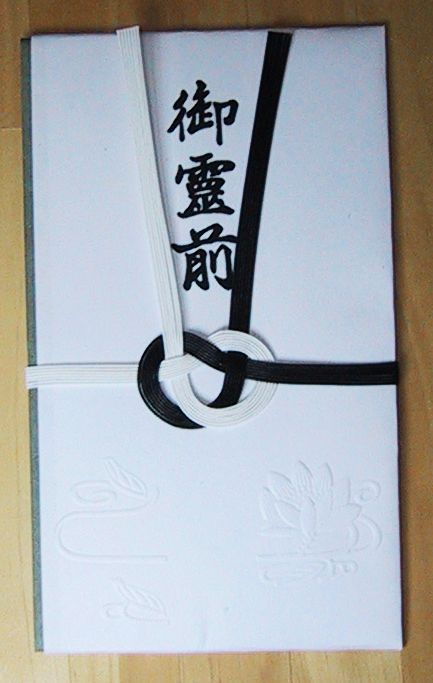
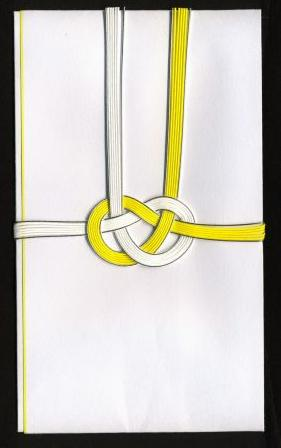
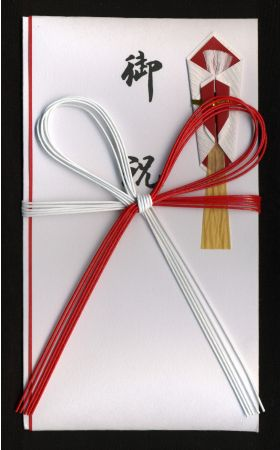